# 東條吉純
東條 吉純（とうじょう よしずみ、1966年 - ）は、日本の法学者。立教大学法学部教授。専攻は経済法、国際経済法。

## 経歴
- 1990年3月 東京大学法学部卒業
- 1995年3月 東京大学大学院法学政治学研究科修士課程民刑事法専攻修了
- 1995年4月 立教大学法学部国際・比較法学科専任講師
- 1998年4月 立教大学法学部国際・比較法学科助教授
- 2006年4月 立教大学法学部国際ビジネス法学科教授

## 著作
- 『条文から学ぶ 独占禁止法』（共著）（有斐閣、2014年）